# PHASE ONE (シングル)
『PHASE ONE』（フェーズワン）は、大石昌良のソロ7作目のシングル。2013年12月に発売された。

## 概要
前作『MAGICAL ACOUSTIC TOUR』から約9か月ぶりのリリース。今作も全国流通はされず、ライブ『大石昌良の弾き語りラボ』の会場限定で発売された。
「耳の聞こえなくなった恋人とそのうたうたい」は大石の実体験に基づく楽曲であり、耳の聞こえない恋人に自分の曲が届かないもどかしい気持ちを歌っている。
また、本作収録の2曲はともに6thアルバム『君に聞かせる物語』にリアレンジされて収録された。
なお、本作のジャケットは大石昌良のYouTubeチャンネル「大石昌良の弾き語りラボ」のアイコンに起用されている。

## 収録曲
全作詞・作編曲：大石昌良
1. 耳の聞こえなくなった恋人とそのうたうたい [5:44]
2. 別れの種だね [5:30]